# 2017-es Hungarian Ladies Open
A 2017-es Hungarian Ladies Open női tenisztornát Budapesten rendezték meg 2017. február 20−26. között. A verseny International kategóriájú, összdíjazása 250 000 dollár volt. A mérkőzéseket a BOK (volt SYMA) csarnokban rendezték kemény pályán. Az 1993-tól kis megszakítással folyamatosan rendezett tornára 2017-ben huszonegyedik alkalommal került sor. Az előző International kategóriájú tornára 2013-ban került sor, amelyen a román Simona Halep szerezte meg a győzelmet.
2017-ben egyéniben a győztes Babos Tímea lett, aki a döntőben 6–7(4), 6–4, 6–3 arányban legyőzte a második kiemelt cseh Lucie Šafářovát. Párosban a tajvani Hszie Su-vej és a grúz Okszana Kalasnikova páros győzött, miután a döntőben 6–3, 4–6, [10–4] arányban legyőzték az ausztrál Arina Rodionova és a kazah Galina Voszkobojeva párost.
Ez volt az első olyan WTA-torna Magyarországon, ahol a Sólyomszem technológiát alkalmazták a vitás esetek eldöntésére.

## Döntők

### Egyéni
- Babos Tímea –  Lucie Šafářová 6–7 (4), 6–4, 6–3

### Páros
- Hszie Su-vej /  Okszana Kalasnikova –  Arina Rodionova /  Galina Voszkobojeva 6–3, 4–6, [10–4]

## Világranglistapontok
| Eredmény             | Egyéni | Páros |
| -------------------- | ------ | ----- |
| Győzelem             | 280    | 280   |
| Döntő                | 180    | 180   |
| Elődöntő             | 110    | 110   |
| Negyeddöntő          | 60     | 60    |
| 16 között            | 30     | 1     |
| 32 között            | 1      | –     |
| Kvalifikáció feljutó | 18     | –     |
| Kvalifikáció döntős  | 12     | –     |
| Kvalifikáció (Q1)    | 0      | –     |

## Pénzdíjazás
A torna összdíjazásaként 226 750 amerikai dollár került kiosztásra. Az egyéni bajnok 43 000 dollárt, a győztes páros együttesen 12 300 dollárt kapott.
| Eredmény                | Egyéni   | Páros    |
| ----------------------- | -------- | -------- |
| Győzelem                | 43 000 $ | 12 300 $ |
| Döntő                   | 21 400 $ | 6400 $   |
| Elődöntő                | 11 500 $ | 3435 $   |
| Negyeddöntő             | 6175 $   | 1820 $   |
| 16 között               | 3400 $   | 960 $    |
| 32 között               | 2100 $   | –        |
| Kvalifikációból feljutó | 0 $      | –        |
| Kvalifikáció döntős     | 1020 $   | –        |
| Kvalifikáció (Q1)       | 0 $      | –        |

## A torna menetrendje
| Dátum                 | Esemény                             | Kezdési idő |
| --------------------- | ----------------------------------- | ----------- |
| február 19. vasárnap  | Kvalifikációs mérkőzések            | 11:00       |
| február 20. hétfő     | Kvalifikáció Egyéni és páros 1. kör | 10:00       |
| február 21. kedd      | Egyéni és páros 1. kör              | 10:00       |
| február 22. szerda    | Egyéni 1. és 2. kör Páros 1. kör    | 11:00       |
| február 23. csütörtök | Egyéni 2. kör Páros negyeddöntők    | 11:00       |
| február 24. péntek    | Egyéni negyeddöntők Páros elődöntő  | 13:30       |
| február 25. szombat   | Egyéni elődöntők Páros elődöntő     | 15:00       |
| február 26. vasárnap  | Páros döntő Egyéni döntő            | 11:00 13:00 |